# Raül Agné i Montull
Raül Agné i Montull (Mequinensa, 24 de maig de 1970) és un exfutbolista i entrenador de futbol de la Franja de Ponent. Jugà de defensa central i actualment entrena el Reial Saragossa. Serà recordat sempre per ser l'entrenador que va retornar el Girona FC a la divisió de plata del futbol espanyol, després de 50 anys.

## Trajectòria
Com a futbolista jugà en la demarcació de defensa central. Va jugar al Reial Saragossa B, i posteriorment va realitzar tota la seva trajectòria com a jugador en clubs catalans com la UE Figueres, el Girona FC i el Palamós CF. També va passar pel Club Esportiu Binèfar on al seu torn (com també va fer el seu germà Vidal Agné) entrenà a les categories inferiors del futbol base d'aquesta localitat.
Després de la seva retirada com a futbolista, en la temporada 2003/04 es va fer càrrec del Peralada CF, amb el qual va militar tres temporades a Tercera Divisió. A la primera campanya l'equip va quedar cinquè a un lloc de disputar la promoció d'ascens a Segona B. Posteriorment, a la temporada 2006/07 va entrenar al Palamós a Tercera Divisió, i després de l'ascens del Girona FC a Segona Divisió B, l'estiu de 2007, el llavors entrenador del Girona FC, Ricardo Rodríguez, va fitxar pel Màlaga B, pel que el club gironí va apostar per Agné per a la temporada 2007/08. L'aposta va ser retornada amb escreix per l'entrenador menquinensà, que va realitzar una temporada de somni quedant-se campió del Grup III de Segona B i ascendint a Segona Divisió després de derrotar a la promoció d'ascens al Barakaldo CF i l'AD Ceuta. Va ser un gran èxit per al club, en una temporada marcada pels problemes econòmics, ja que va estar a prop de la desaparició. A la temporada 2008/09, després d'una meritòria primera volta, el Girona FC va entrar en una inèrcia perillosa en la segona volta, i a falta de 5 jornades per a la conclusió de la Lliga, amb l'equip a 5 punts del descens, Agné va ser destituït a la recerca d'una reacció de l'equip matalasser.
El gener de 2010, Agné es va incorporar al Recreativo de Huelva, de Segona Divisió, després del cessament de Javi López. Després de finalitzar la temporada, aconseguint la permanència còmodament, va anunciar la seva marxa del club degà "per motius personals" i liderà de nou el Girona FC de cara a la temporada 2010/11.
El 12 de febrer de 2011 sorgí la polèmica amb els periodistes espanyols quan Agné abandonà una roda de premsa, després del partit entre el Girona i el SD Huesca, per no poder expressar-se en català. La topada tingué un gran impacte mediàtic i desencadenà onades de solidaritat amb la seva decisió. L'expressió de suport més controvertida fou l'article d'opinió de Quim Monzó publicat el 15 de febrer a La Vanguardia sota el títol "! تحيا كاتالونيا حرة", traducció a l'àrab de la proclama independentista Visca Catalunya Lliure!.
El 15 de gener de 2012 va ser acomiadat del Girona FC per la mala situació de l'equip a la lliga. El desembre del mateix any es va incorporar al Cadis CF.
El 28 de maig de 2021, el Nàstic de Tarragona anuncia que Agné es farà càrrec de l'equip durant la temporada 2021-2021, a la nova categoria de la RFEF, amb una temporada més opcional.

## Clubs

### Com a jugador
| Club              | Any       |
| ----------------- | --------- |
| Reial Saragossa B | 1992-1993 |
| Girona FC         | 1993-1995 |
| UE Figueres       | 1995-1998 |
| CE Binèfar        | 1999-2001 |
| Palamós CF        | 2001-2002 |
| Girona FC         | 2002-2003 |

### Com a entrenador
| Club                    | Any       |
| ----------------------- | --------- |
| Peralada CF             | 2003-2006 |
| Palamós CF              | 2006-2007 |
| Girona FC               | 2007-2009 |
| RC Recreativo de Huelva | 2009-2010 |
| Girona FC               | 2010-2012 |